# Penacova
Penacova es una villa portuguesa del distrito de Coímbra, región estadística del Centro (NUTS II) y comunidad intermunicipal de Coímbra (NUTS III), con cerca de 3 600 habitantes.

## Geografía
Es sede de un municipio con 217,69 km² de área y 13 113 habitantes (2021), subdividido en ocho freguesias. El municipio está limitado al norte por los municipios de Mortágua y Santa Comba Dão, al este por Tábua, al sureste por Arganil, al sur por Vila Nova de Poiares, al oeste por Coímbra y al noroeste por Mealhada.

## Demografía
| Gráfica de evolución demográfica de Penacova entre 1864 y 2021 |
|                                                                |
| Datos según el nomenclátor publicado por el INE portugués.     |

## Freguesias
Las freguesias de Penacova son las siguientes:
- Carvalho
- Figueira de Lorvão
- Friúmes e Paradela
- Lorvão
- Oliveira do Mondego e Travanca do Mondego
- Penacova
- São Pedro de Alva e São Paio de Mondego
- Sazes do Lorvão